# آيلاند ستورم
آيلاند ستورم (بالإنجليزية: Island Storm)‏ هو فريق كرة سلة كندي للمحترفين تأسس في سنة 2011 يقع مقره في تشارلوت تاون. يلعب في دوري كندا الوطني لكرة السلة. من لاعبيه جوزيف برتراند ومالكوم غرانت.

## وصلات خارجية
- الموقع الرسمي